# Rohr (Moyenne-Franconie)
Pour les articles homonymes, voir Rohr.
Rohr est une commune de Bavière (Allemagne), située dans l'arrondissement de Roth, dans le district de Moyenne-Franconie.